# Cânone (música)
Chama-se cânone à forma polifônica em que as vozes imitam a linha melódica cantada por uma primeira voz, entrando cada voz, uma após a outra, uma retomando o que a outra acabou de dizer, enquanto a primeira continua o seu caminho: é uma espécie de corrida onde a segunda jamais alcança a primeira.

## Histórico
O antigo canon francês, que significa aprendido, foi tomado da palavra kanon, do grego, como uma regra ou lei que veio a significar "uma regra aceita". O termo foi inicialmente empregado para uma regra que descreve como as vozes se relacionam umas com as outras. Só a partir do Século XVI, o cânone foi usado para descrever a forma musical.
Durante o período da Escola franco-flamenga, (1430-1550), o cânone como uma arte contrapontual recebeu o seu maior desenvolvimento, enquanto a Escola Romana deu a ele a sua mais completa aplicação. 
Nos períodos posteriores, o cânone passou a exercer um papel de menor importância (como diversão), com poucas, porém notáveis exceções como a Oferenda Musical de Johann Sebastian Bach. Arnold Schoenberg fez reviver o interesse pelo cânone com o Sistema dodecafônico.

## Classificação e Terminologia
As mais rígidas e engenhosas formas de cânone não estão estritamente relacionadas com os padrões pré-fixados, mas com conteúdo. Os cânones são classificados de acordo com várias características: número de vozes, intervalo para o qual cada voz sucessiva é transposta em relação com a voz precedente, se as vozes estão inversas, retrógradas ou inversas-retrógradas; a distância temporal da entrada de cada voz, se os intervalos da segunda voz são exatamente aqueles do original ou se são ajustados para se acomodarem à escala diatônica, e o tempo de vozes sucessivas. Entretanto, os cânones podem usar mais de um dos métodos acima.

### Designação das vozes
Embora, por motivo de clareza, este artigo use antecedente e consequente para denominar, respectivamente, a voz inicial num cânone e aquelas que a imitam, a literatura musicológica também usa os termos tradicionais em latim Dux  e  Comes  para "antecedente" e "consequente", respectivamente.  Os termos "Proposta" para o antecedente, e "Riposta" para o consequente, são também termos comumente usados.

### Número de vozes
Um cânone de duas vozes pode ser chamado de cânone a 2, similarmente um cânone de x vozes pode ser chamado de cânone a x. Essa terminologia pode ser usada em combinação com a terminologia similar para os intervalos entre cada voz, diferentemente da terminologia do parágrafo seguinte.
Outra designação padrão é "cânone dois em um", que significa duas vozes em um cânone. "cânone quatro em dois", que significa quatro vozes com dois cânones simultâneos. "cânones seis em três", que significa seis vozes em três cânones simultâneos.

## Tipos de Cânones

### Direto
No cânone direto, o consequente imita, rigorosamente, o antecedente, seja por oitava, seja por quinta ou qualquer outro intervalo.

#### Simples
No cânone simples (também conhecido como Ronda), o consequente imita o antecedente perfeitamente à oitava ou em uníssono. O cânone mais conhecido desse tipo é o Frère Jacques.

#### Por intervalo
No cânone por intervalo, o consequente imita o antecedente a qualquer intervalo diferente do uníssono (e.g. cânone à 2.ª, 3.ª, 4.ª ou diatessaron, 5.ª ou diapente, 6.ª, 7.ª, 8.ª ou diapason etc.). Se o consequente imita precisamente a qualidade do intervalo do antecedente, então é chamado de cânone exato; se o consequente imita o número do intervalo, mas não a qualidade, é chamado de cânone diatônico.

### Invertido
Cânone invertido (também chamado cânone por movimento contrário) move o consequente em direção oposta ao antecedente. Onde o antecedente desceria uma  quinta, o consequente sobe, e vice-versa. Um sub-grupo de cânone em movimento contrário, chamado espelhado, mantém a qualidade precisa de cada intervalo. Não é comum, embora exemplos de cânones espelhados possam ser observados em Johann Sebastian Bach, Mozart (e.g., o trio da Serenata para Octeto de Sopros em Dó, K 388), e em outros compositores.

### Retrógrado ou Caranguejo
No cânone retrógrado ou caranguejo, também conhecido como cancrizante, o consequente acompanha o antecedente de trás para frente (retrógrado). Um cânone que é, ao mesmo tempo, retrógrado e invertido é chamado de cânone de mesa. Um cânone de mesa pode ser colocado numa mesa com um músico de cada lado, ambos lendo a mesma linha de música em direções opostas.

### Cânone mensurado ou de tempo
Num cânone mensurado (também conhecido como cânone de prolação  ou cânone proporcional), o consequente imita o antecedente por uma proporção rítmica. O consequente pode dobrar os valores rítmicos do antecedente (cânone por aumentação ou preguiçoso) ou pode cortar as proporções rítmicas pela metade (cânone por diminuição). O phasing envolve a aplicação de proporções rítmicas modulantes de acordo com uma escala variável. O cancrizante e, frequentemente, o mensurado são uma exceção à regra de que o consequente deva começar depois do antecedente.
Tecnicamente, cânones mensurados são os mais difíceis de se escrever. Muitos desses cânones foram escritos na Renascença, principalmente no final do século XVI e princípio do século XVII. Johannes Ockeghem escreveu uma missa inteira (a Missa Prolationum), na qual cada seção é um cânone mensurado, e todos em diferentes velocidades e intervalos de entrada. No século XX, Conlon Nancarrow compôs complexos cânones de tempo ou mensurados, em sua maioria para o computador, já que são extremamente difíceis de se tocar; esses cânones influenciaram muitos compositores jovens. Larry Polansky possui um álbum de cânones mensurados (Cânones a Quatro Vozes).

## Outros tipos de cânones

### Cânone acompanhado
O cânone acompanhado é aquele que é acompanhado por uma ou mais partes independentes, que não fazem parte da melodia imitativa.

### Cânone perpétuo
O cânone perpétuo, chamado de round na Inglaterra, rota na Itália e ronda no Brasil, é aquele em que as entradas são sucessivas, e cada voz pode reiniciar, assim que terminar sua linha melódica. Por seu caráter lúdico, foi, provavelmente, desenvolvido espontaneamente na população e, graças a isso, não era considerado música erudita, tendo sido renegado nos tratados da época. Um exemplo do século XIII que chegou até nós foi o Sumer is icumen in.

### Cânone espiral
O cânone espiral é aquele em que a linha melódica termina numa tonalidade diferente; a sequência deve ser repetida até retornar ao tom original.

### Cânone enigmático ou Ricercare
O cânone enigmático pode ser qualquer um dos tipos acima, mas apenas uma voz é escrita, e fica a cargo do executante descobrir que regra foi aplicada ao cânone. Frequentemente, algum tipo de enigma é proposto como dica. O Rondeau de Guillaume de Machaut Ma fin est mon commencement et mon commencement est ma fin (Meu fim é o meu começo e o meu começo é o meu fim) é um cânone do tipo caranguejo, com uma terceira voz que é uma palíndrome musical. No Agnus Dei da missa de  Guillaume Dufay L'homme armé está escrita a seguinte regra: Cancer eat plenis et redeat medius ('O caranguejo deve prosseguir completamente e retornar pela metade'). Isso significa que o cantus firmus deve ser cantado primeiramente nos valores de notas completos (e retrógrados, desde que é um caranguejo), depois em valores pela metade e retrógrados (isto é, movimento normal, já que é um caranguejo).

### Cânone de mesa
Um cânone que é, ao mesmo tempo, retrógrado e invertido é chamado de cânone de mesa. Um cânone de mesa pode ser colocado numa mesa com um músico de cada lado, ambos lendo a mesma linha de música em direções opostas. Já que ambas as partes são incluídas em cada linha melódica, não é necessária uma segunda linha. Bach escreveu poucos cânones de mesa. Os cânones de mesa eram uma inovação musical e nunca tiveram muita popularidade com o público em geral.

### Cânone por derivação contrapontual
O consequente pode ser uma derivação contrapontual do antecedente.

## Uso mais elaborado da técnica do Cânone
- Josquin Desprez, Missa L'homme armé super voces musicales, Agnus Dei 2: uma composição contendo apenas uma linha melódica, com uma indicação: 'ex una voce tres' (de uma voz saem três), um cânone mensurado a três vozes, com entradas em tempos diferentes.
- Josquin Desprez, Missa L'homme armé sexti toni, Agnus Dei 2: dois cânones simultâneos nas quatro vozes superiores e, ao mesmo tempo, um cânone caranguejo nas duas vozes inferiores.

## Cânones contemporâneos
Os cânones mais populares de que se tem notícia são os do período barroco, como o Cânone em Ré de Johann Pachelbel, no qual um cânone entre as três partes superiores é acompanhado por uma melodia que se repete nos baixos ou cantochão, ou todas as terceiras variações nas Variações Goldberg de Bach. A Sinfonia nº 6 de Jean Sibelius contém muitos cânones implícitos. por exemplo, um 3 em 1 nas cordas, no qual cada parte é engrossada por uma terceira; um 4 em 2; um cânone por diminuição; um cânone por aumentação em duas diferentes velocidades. O que será a obra mais conhecida de George Rochberg, seu Quarteto de cordas nº 6, senão uma série de variações do Cânone de Pachelbel?  A Sinfonia nº 3 de Henryk Górecki começa com um longo cânone a oito vozes nas cordas. Steve Reich usa um processo que ele chama de phasing, que é um cânone com distância variável entre as entradas das vozes.

## Leitura
Canonic Studies: A New Technique in Composition. Bernhard Ziehn; edited and introduced by Ronald Stevenson. Publisher: New York : Crescendo Pub., 1977. ISBN 0-87597-106-7.